# Ōizumi (Yamanashi)
Pour les articles homonymes, voir Ōizumi (homonymie).
Ōizumi (大泉村, Ōizumi-mura) est un ancien village de la préfecture de Yamanashi, ayant existé jusqu'au 1er novembre 2004, date de sa fusion avec les bourgs de Hakushū, Nagasaka, Takane et Sutama et les villages d'Akeno et Mukawa pour former la ville de Hokuto. Il faisait partie du district de Kitakoma.

## Géographie

### Topographie et hydrographie

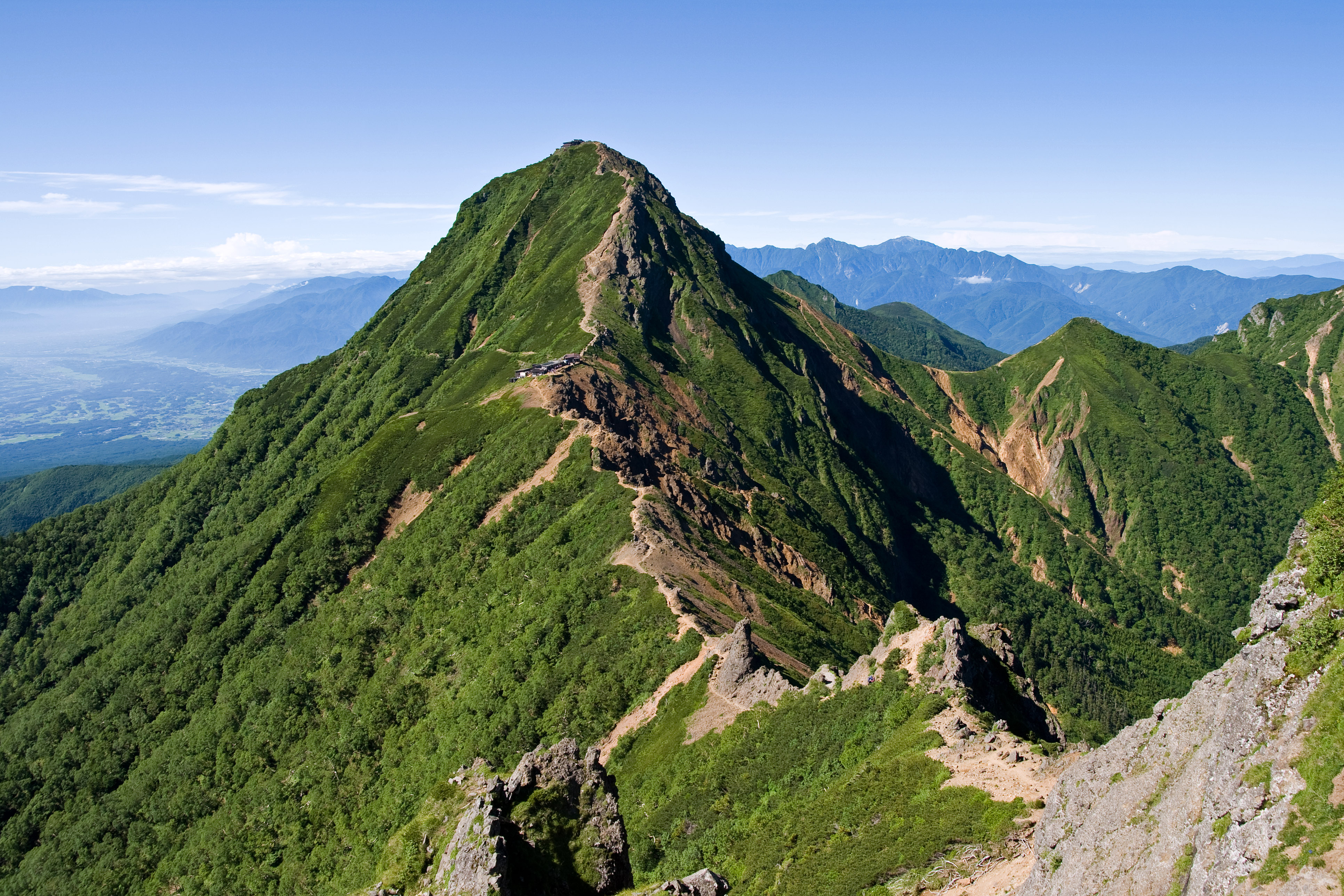
Le mont Aka, vu depuis le mont Yoko.

Situé dans l'angle nord-ouest de la préfecture, au nord du district de Kitakoma, Ōizumi est de forme oblongue allongée du nord au sud, bordée au nord par le mont Aka, principal sommet des Yatsugatake, à la frontière avec la préfecture de Nagano. Niché à une hauteur d'entre 800 et 1 200 mètres, Le village est composé en majorité de forêts de montagne, les habitations se trouvant principalement au sud.

### Villes limitrophes

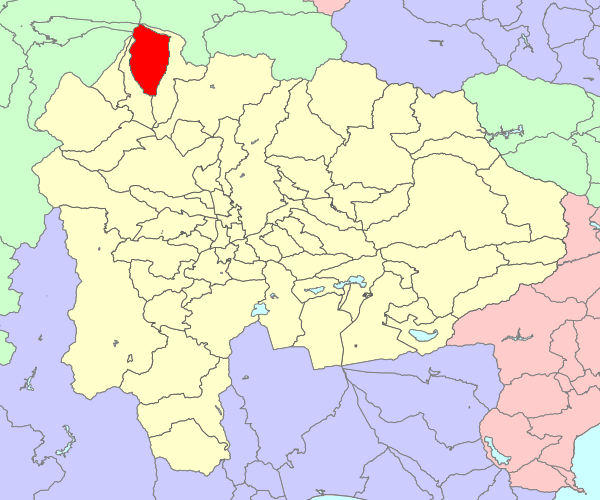
Localisation d'Ōizumi dans la préfecture de Yamanashi (tracés territoriaux du 1er mars 2003).

Entités territoriales limitrophes à la date de la fusion du 1er novembre 2004,. En 1889, Ōizumi est entouré à partir de l'ouest, dans le sens horaire, des villages de Sakai (ja) (境村) et de Hara (原村), tous deux du district de Suwa dans la préfecture voisine de Nagano, par un quadripoint, du village de Minamimaki (南牧村), du district de Minamisaku dans la préfecture de Nagano et des villages de Kiyosato (清里村), Atsutama (ja) (安都玉村), Atsumi (ja) (熱見村), Kabuto (ja) (甲村), Akita (ja) (秋田村), Koizumi (ja) (小泉村) et, par un quadripoint, Kobuchizawa (ja) (小淵沢村), tous sept du même district de Kitakoma,. En 1954, le 11 mars, Kobuchizawa fusionne avec le village de Shinoo (ja) (篠尾村) pour former le bourg de Kobuchisawa (ja) (小淵沢町), puis le 1er juin, Atsutama, Atsumi et Kabuto auxquels s'ajoute le village d'Atsuna (ja) (安都那村) fusionnent pour former le village de Takane (高根村). Le 20 janvier 1955, le bourg de Nagasaka (長坂町) est formé à partir d'Akita et des villages de Kiyoharu (ja) (清春村) et Hinoharu (ja) (日野春村), auxquels s'ajoute Koizumi le 30 mars, tandis que le 1er avril, Sakai et les villages de Hongō (ja) (本郷村), Fujimi (ja) (富士見村) et Ochiai (ja) (落合村) sont réunis pour devenir le bourg de Fujimi (富士見町). Après avoir intégré Kiyosato le 30 septembre 1956, Takane est plus tard promu au rang de bourg le 1er octobre 1962.

## Histoire
Dans la section de village de Yato (谷戸) se trouve le site archéologique de Kinsei (ja) (金生遺跡), classé au patrimoine national et contenant un village datant de la fin de la période Jōmon, d'autres ajouts médiévaux et du début de la période moderne, ainsi que les vestiges du château médiéval de Yato (ja) (谷戸城).
Sous l'ancien système Ritsuryō, Ōizumi faisait partie du village de Hemi (速見郷), dans le comté de Koma (ja) (巨麻郡). À la fin de la période Heian (794-1185), le clan Gen de Kai (ja) (甲斐源氏, Kai Gen-ji) s'installe à Wakamiko (ja) (若神子, plus tard absorbé dans le bourg de Sutama) et leur influence s'étend jusqu'au village de Hemi. Minamoto no Yoshikiyo (ja) (源 義清) et son fils Kiyomitsu (ja) (源 清光) font du château de Yato (ja) leur base. Pendant la période Sengoku (1467-1573), le clan Takeda construit une route militaire, de type bōmichi (ja) (棒道), et le château de Yato devient une place forte dans la province de Shinano.
En 1875, le village moderne d'Ōizumi est formé par la fusion des villages de Yato (谷戸村) et de Nishiide (西井出村). Le 19 décembre 1878, à l'adoption de la nouvelle loi municipale (ja), Ōizumi passe du comté de Koma au nouveau district de Kitakoma, créé à partir de l'ancien comté dissous. Le 1er juillet 1889, sous la création de la loi municipale moderne, le village de d'Ōizumi est recréé. Le village vivait auparavant de riziculture et de sériciculture, mais plus tard, avec le développement des monts Yatsugatake comme zone touristique, le village s'est reconverti dans la culture maraîchère et de fleurs de montagne, ainsi que dans l'élevage. Près de la gare de Kai-Ōizumi, plusieurs auberges touristiques ont ouvert après la Seconde Guerre mondiale. Le 3 mai 1970, le symbole municipal est adopté, le cercle représentant « l'unité des habitants » et l'étoile au centre représentant le caractère « 大 » du nom du village.
Le 1er novembre 2004, après des ententes, une fusion volontaire est effectuée entre Ōizumi et les bourgs de Hakushū (白州町), Nagasaka (長坂町), Takane (高根町) et Sutama (須玉町) et les villages d'Akeno (明野村) et Mukawa (武川村), entraînant la création de la ville de Hokuto (北杜市), dont le nom signifie « Nord de Yamanashi », en utilisant le caractère pour nord « 北 » et le caractère « 杜 » qui se lit « Yamanashi » et fait référence à la poire japonaise,.

## Démographie
En 2003, 4 155 habitants avaient été recensés à Ōizumi.

## Transports
On y trouve la gare de Kai-Ōizumi (en) (甲斐大泉駅), sur la ligne Koumi.

## Culture et patrimoine
- Les chutes de Doryū (ja) (吐竜の滝)
- Le grand rhododendron de Mimori (ja) (美森の大ヤマツツジ)[2]
- Parc Izumi-Friend (いずみフレンドパーク)
- Musée d'histoire locale d'Ōizumi (大泉村歴史民俗資料館)
- Site archéologique de Kinsei (ja) (金生遺跡)[2]
- Château de Yato (ja) (谷戸城)[2]
- Parc quasi national de Yatsugatake-Chūshin Kōgen[2]

## Personnes notables
- Kazuo Koike (ja) (小池 一夫, Koike Kazuo?, 1949-), professeur et recteur d'université.

## Jumelages
- Caba (Philippines), signé le 25 décembre 1964, mais abandonné peu après la signature[7]

## Honneur
L'astéroïde (4458) Oizumi est nommé en son honneur.